# Labracoglossa argenteiventris
Labracoglossa argenteiventris is een straalvinnige vissensoort uit de familie van loodsbaarzen (Kyphosidae). De wetenschappelijke naam van de soort is voor het eerst geldig gepubliceerd in 1866 door Peters.